# Lawrence E. Widmark
Lawrence Emil Wilhelmsson Widmark, född 30 juli 1884 i Helsingborg, död 1945 i Newark New Jersey, var en svensk-amerikansk ingenjör. Han var son till Wilhelm Widmark.
Widmark avlade studentexamen i Helsingborg 1903, utexaminerades från Chalmerska institutet i Göteborg 1910, var anställd vid Asea i Västerås 1910–1915 och flyttade därefter till USA, där han 1916 blev chefsingenjör vid Star Electric Motor Company i Newark, New Jersey. Han var medlem av American Mathematical Society och American Institute of Electrical Engineers. Han författade bland annat An Inquiry Into the Functioning of an Industrial Autarchy (1934). Widmark avled på sjukhus 1945 efter att ha blivit överkörd av ett tåg.